# Toxeuma aphareus
Toxeuma aphareus är en stekelart som först beskrevs av Walker 1839.  Toxeuma aphareus ingår i släktet Toxeuma och familjen puppglanssteklar. Inga underarter finns listade i Catalogue of Life.